# West Coast Swing

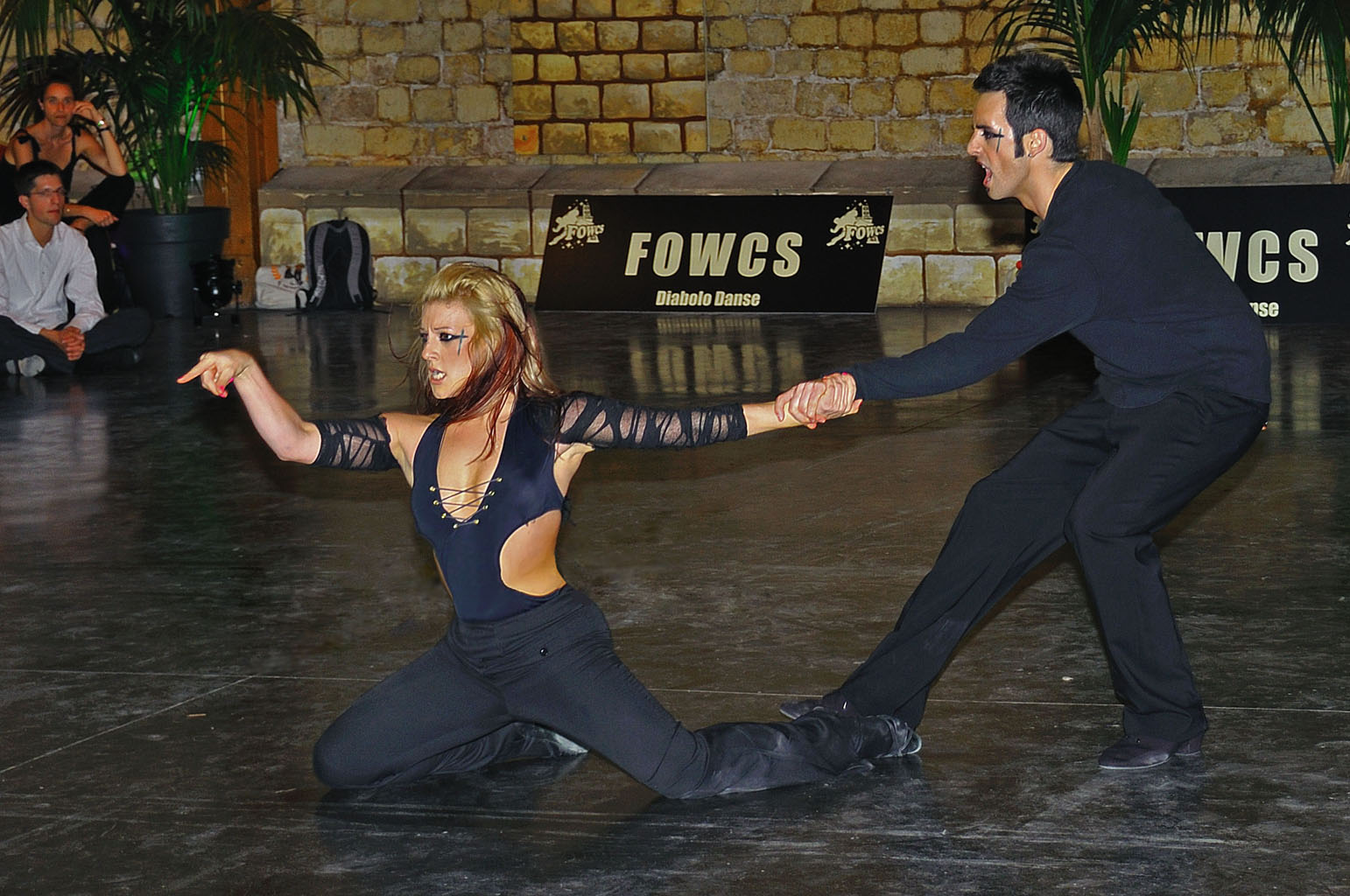
Jordan Frisbee och Tatiana Mollman i sin dansrutin "Uprising" vid "French Open of West Coast Swing" den 24 maj 2010

West coast swing (wcs) är en pardans med rötter i lindy hop. Dansen kännetecknas av ett elastiskt utseende som är resultatet av en teknik som använder kompression (eng. compression) och uttänjning (eng. stretch) när föraren vill ändra riktning på följarens förflyttning. Ett par som dansar west coast swing dansar inom sin egen yta eller ficka (eng. slot) på dansgolvet, till skillnad från andra danser där dansparet rör sig runt på dansgolvet i en så kallad dansriktning. Dansen tillåter i stor utsträckning att både föraren och följaren improviserar sina steg och rörelser. West coast swing kan dansas till olika tempon på musiken samt till olika musikgenrer som exempelvis r&b, hiphop, blues och pop.

## Grundfigurer
I west coast swing används två grundrytmer: dubbelsteg (gå gå) och trippelsteg. Dessa kombineras på olika sätt till figurer (turer). De grundläggande figurerna är antingen sex eller åtta taktslag långa. Exempel på grundläggande figurerna i west coast swing är:
- Underarm turn (6 taktslag)
- Left side pass (6 taktslag)
- Basic tuck (6 taktslag)
- Sugar push (eller Push break) (6 taktslag)
- Whip (8 taktslag)[10][11]